# Ukwuani-aboh-ndoni
L’ukwuani-aboh-ndoni est une langue ou un ensemble de dialectes intercompréhensibles (l’ukwani, l’aboh et du ndoni) du sous-groupe igboïdes des langues nigéro-congolaises, et est parlé au Nigéria.

## Écriture
| a | b | ch | d  | e | f | g | gb | gh | gw | i | ị | j | k | kp | kw | l  |
| m | n | nw | ny | n | o | ọ | p  | s  | sh | t | u | ụ | w | y  | z  | zh |